# Розен, Леон
Леон Розен (англ. Leon Rosen, март 1869, Варшава — 16 августа 1942, Нью-Йорк) — французский и американский шахматист польско-еврейского происхождения.

## Биография
Родился на территории Российской империи. В начале 1890-х гг. переехал во Францию. Участвовал в парижских соревнованиях. В 1900 г. принял участие в сильном по составу международном турнире. В том же году переехал в США. Участвовал в чемпионате Западной шахматной ассоциации (открытом чемпионате США) 1905 г. Стал серебряным призером чемпионатов штата Нью-Йорк 1907 и 1908 гг. Крупнейших успехов добился в 1909 и 1910 гг., когда разделил 1—3 места в чемпионате Манхэттенского шахматного клуба и победил в турнире по системе плей-офф шахматного клуба Райса, сенсационно выбив в четвертьфинале будущего чемпиона мира Х. Р. Капабланку. Участвовал в ряде матчей между шахматными клубами США (выступал сначала за ШК Райса, позже — за Манхэттенский ШК).

## Спортивные результаты
| Год  | Город         | Соревнование                                                            | + | −  | =     | Результат | Место |
| ---- | ------------- | ----------------------------------------------------------------------- | - | -- | ----- | --------- | ----- |
| 1896 | Париж         | Первенство кафе «Режанс»                                                |   |    |       |           | 4     |
| 1900 | Париж         | Международный турнир                                                    | 3 | 13 | 0 (5) | 3 из 16   | 14    |
| 1905 | Эксельсиор    | Открытый чемпионат США                                                  |   |    |       |           | 18    |
| 1907 | Нью-Йорк      | Чемпионат штата Нью-Йорк                                                |   |    |       |           | 2     |
| 1908 | Трентон-Фоллс | Чемпионат штата Нью-Йорк                                                |   |    |       |           | 2     |
| 1909 | Нью-Йорк      | Матч Бруклинский ШК — ШК им. Райса (против Ч. Курта)                    | 1 | 0  | 0     | 1 из 1    |       |
|      | Нью-Йорк      | Матч Бруклинский ШК — ШК им. Райса (против К. Хауэлла)                  |   |    |       |           |       |
|      |               | Матч по телеграфу Манхэттенский ШК — Франклинский ШК (против У. Шипли)  | 0 | 0  | 1     | ½ из 1    |       |
|      | Нью-Йорк      | Чемпионат Манхэттенского ШК                                             |   |    |       |           | 1—3   |
| 1910 | Нью-Йорк      | Турнир ШК им. Райса                                                     |   |    |       |           | 1     |
| 1915 |               | Матч по телеграфу Манхэттенский ШК — Франклинский ШК (против Г. Фойгта) | 1 | 0  | 0     | 1 из 1    |       |
| 1923 | Нью-Йорк      | Командный турнир лиги «Метрополитен»                                    |   |    |       |           |       |